# Centro-Valle della Loira
Il Centro-Valle della Loira (in francese Centre-Val de Loire /sɑ̃tʁ val də lwaʁ/; fino al 17 gennaio 2015 denominata Centro) è una regione amministrativa francese.
È suddivisa in sei dipartimenti (Cher (18), Eure-et-Loir (28), Indre (36), Indre e Loira (37), Loir-et-Cher (41) e Loiret (45); sono inclusi nella regione 20 arrondissement, 198 cantoni e 1 842 comuni) con capoluogo Orléans: le città principali della regione, oltre ad Orléans, sono Bourges, Chartres, Châteauroux, Tours e Blois.

## Geografia fisica

### Territorio
Il territorio della regione Centro confina con quello della Normandia a nord e a nord-ovest, dell'Île-de-France a nord-est, della Borgogna-Franca Contea a est, dell'Alvernia-Rodano-Alpi a sud-est, della Nuova Aquitania a sud e a sud-ovest e dei Paesi della Loira a ovest.

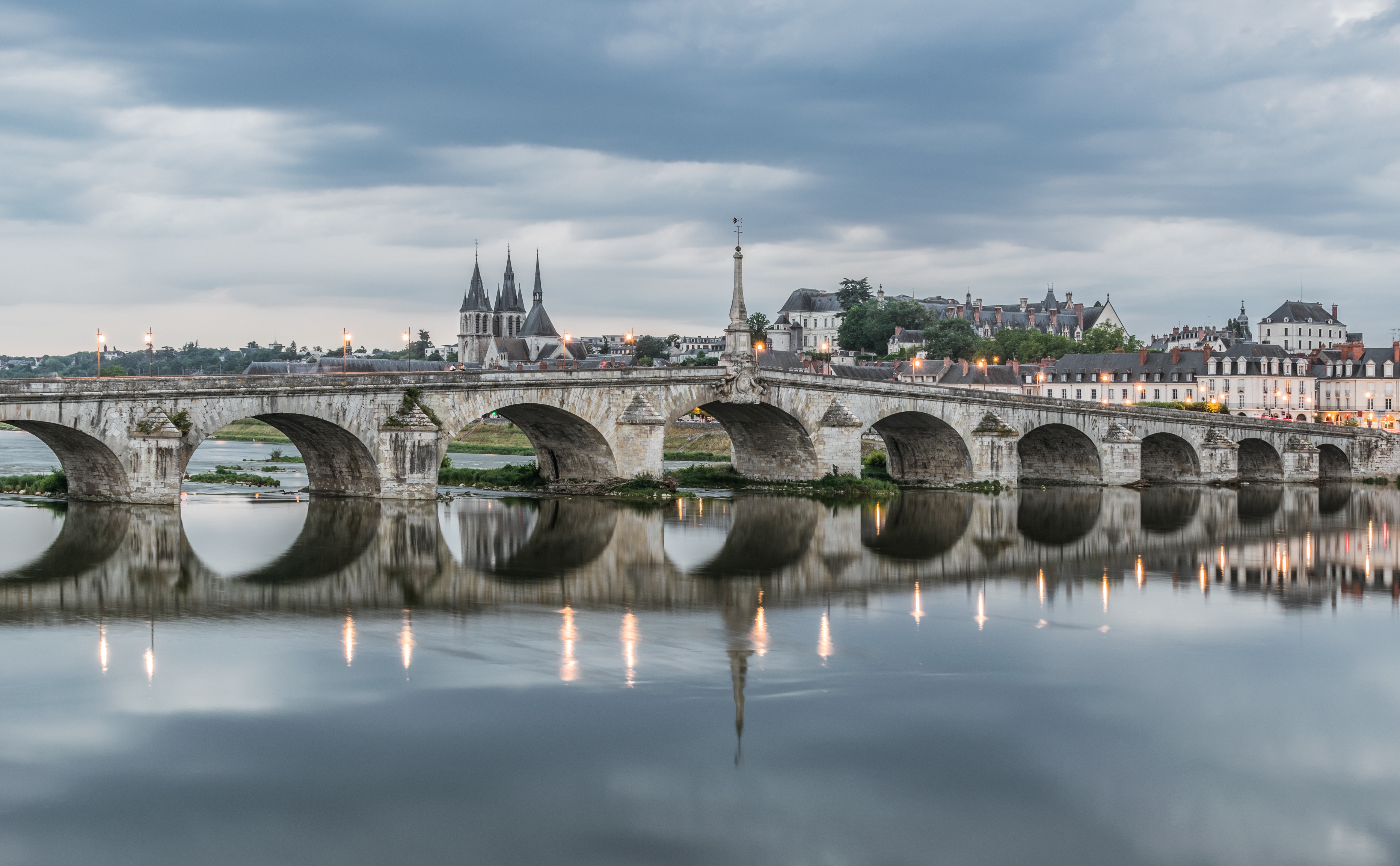
Blois
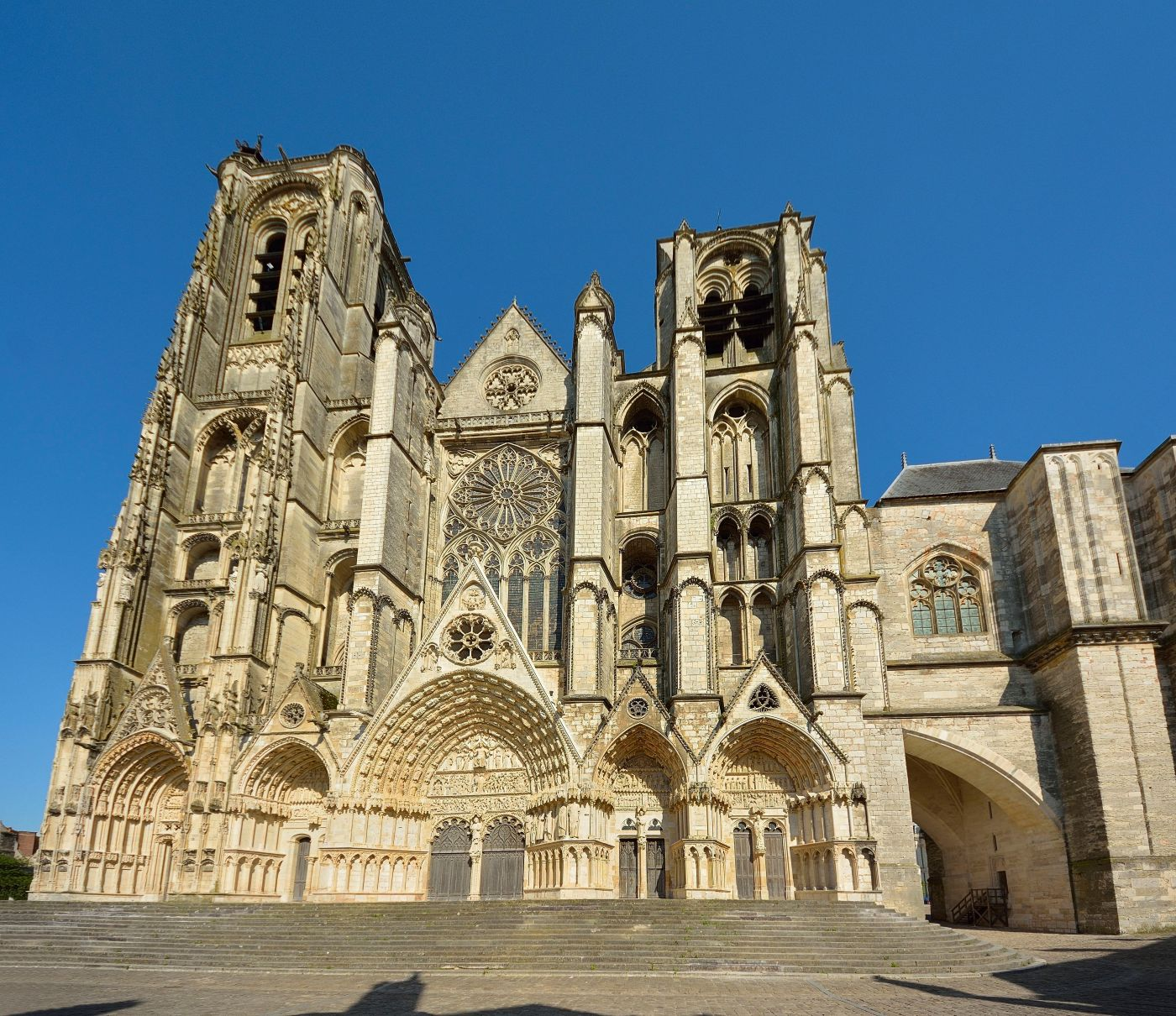
Bourges
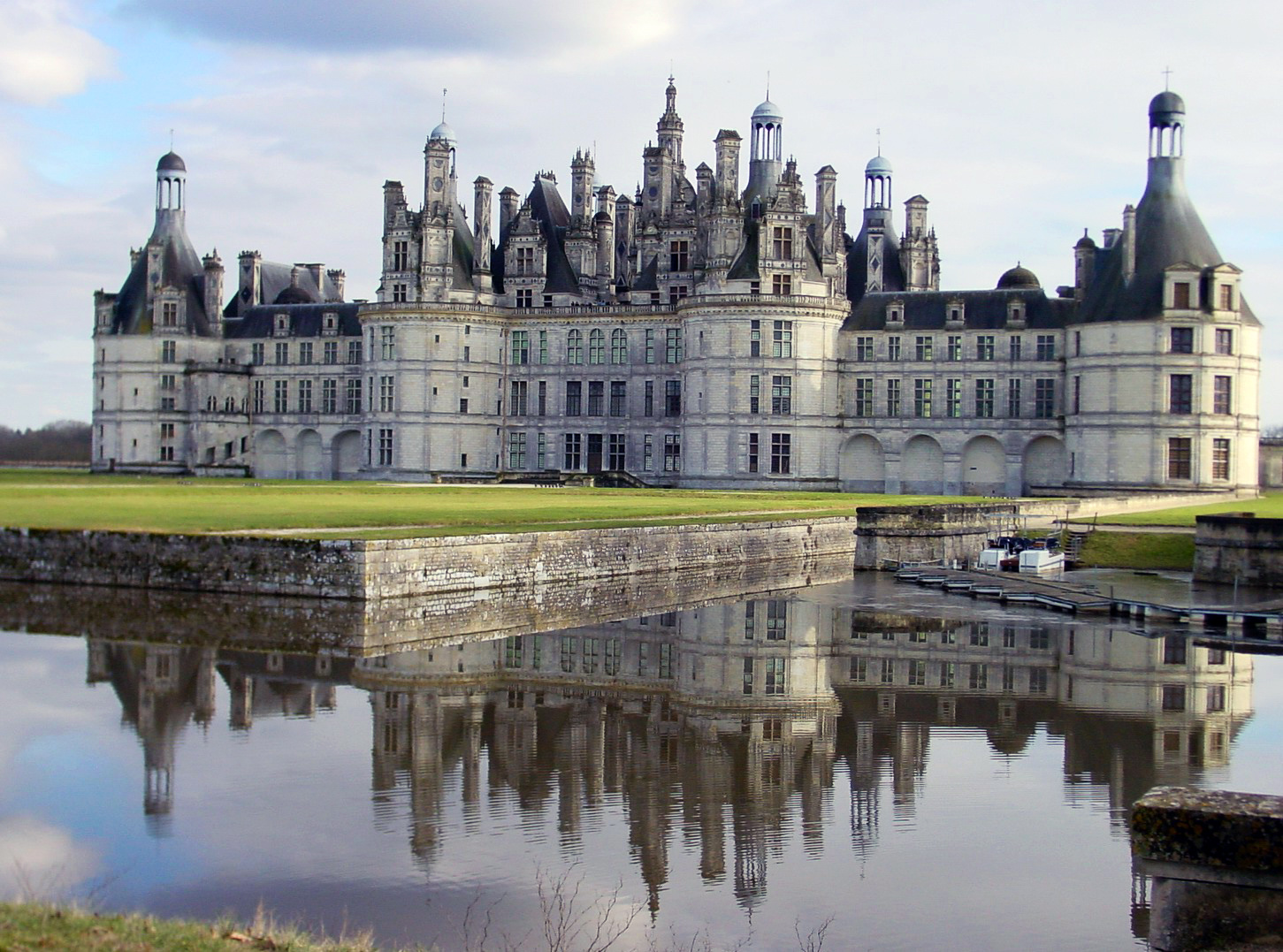
Chambord
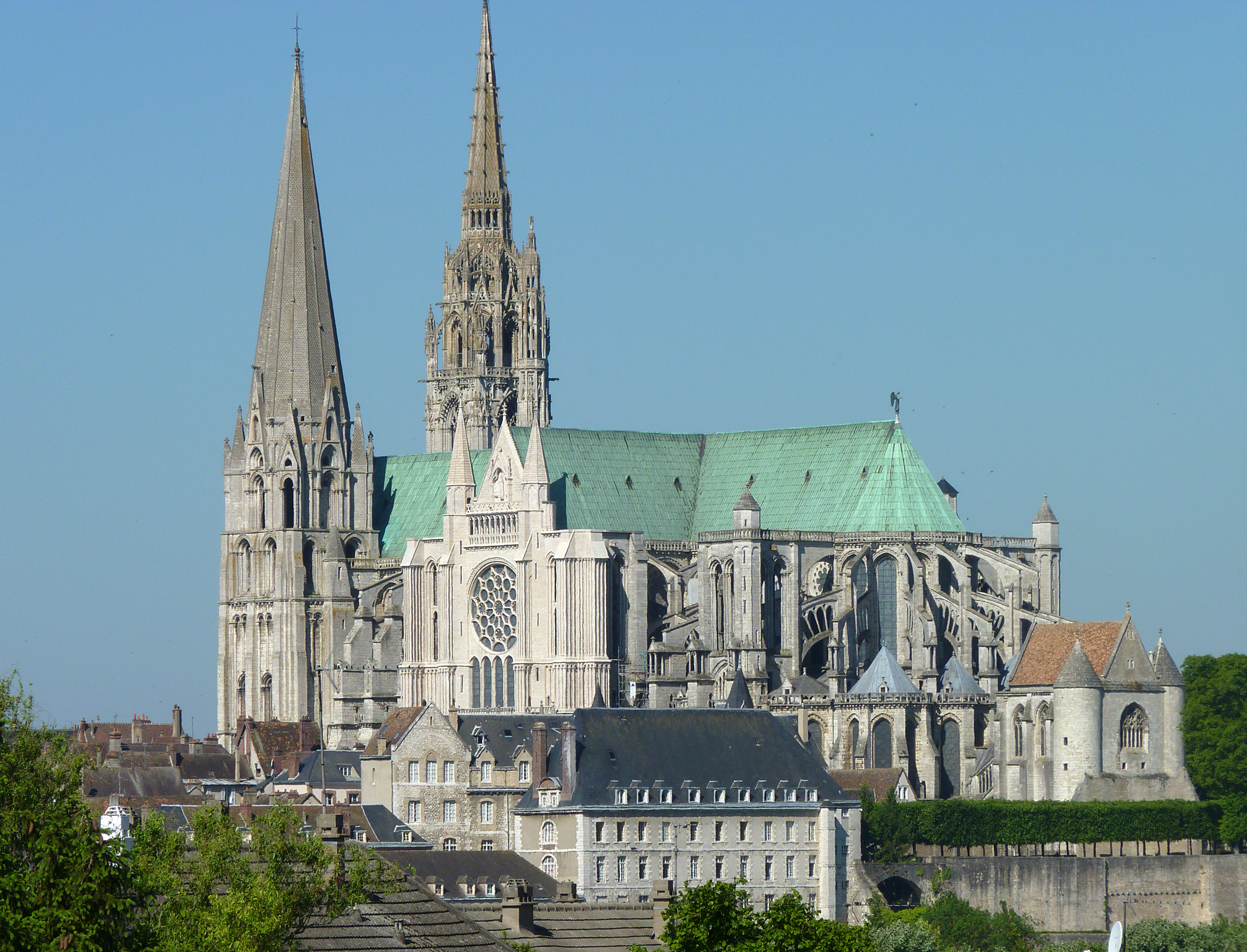
Chartres
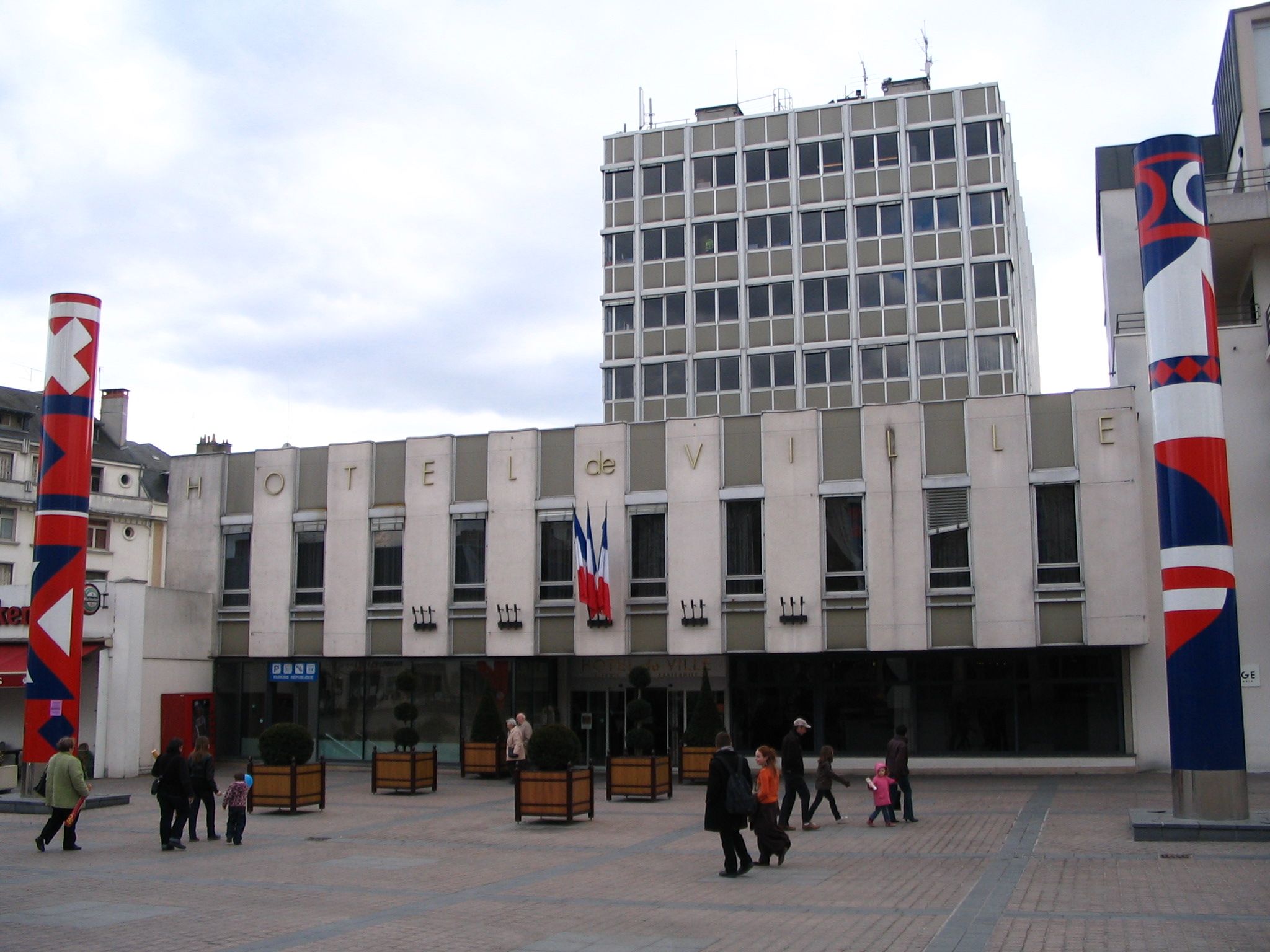
Châteauroux
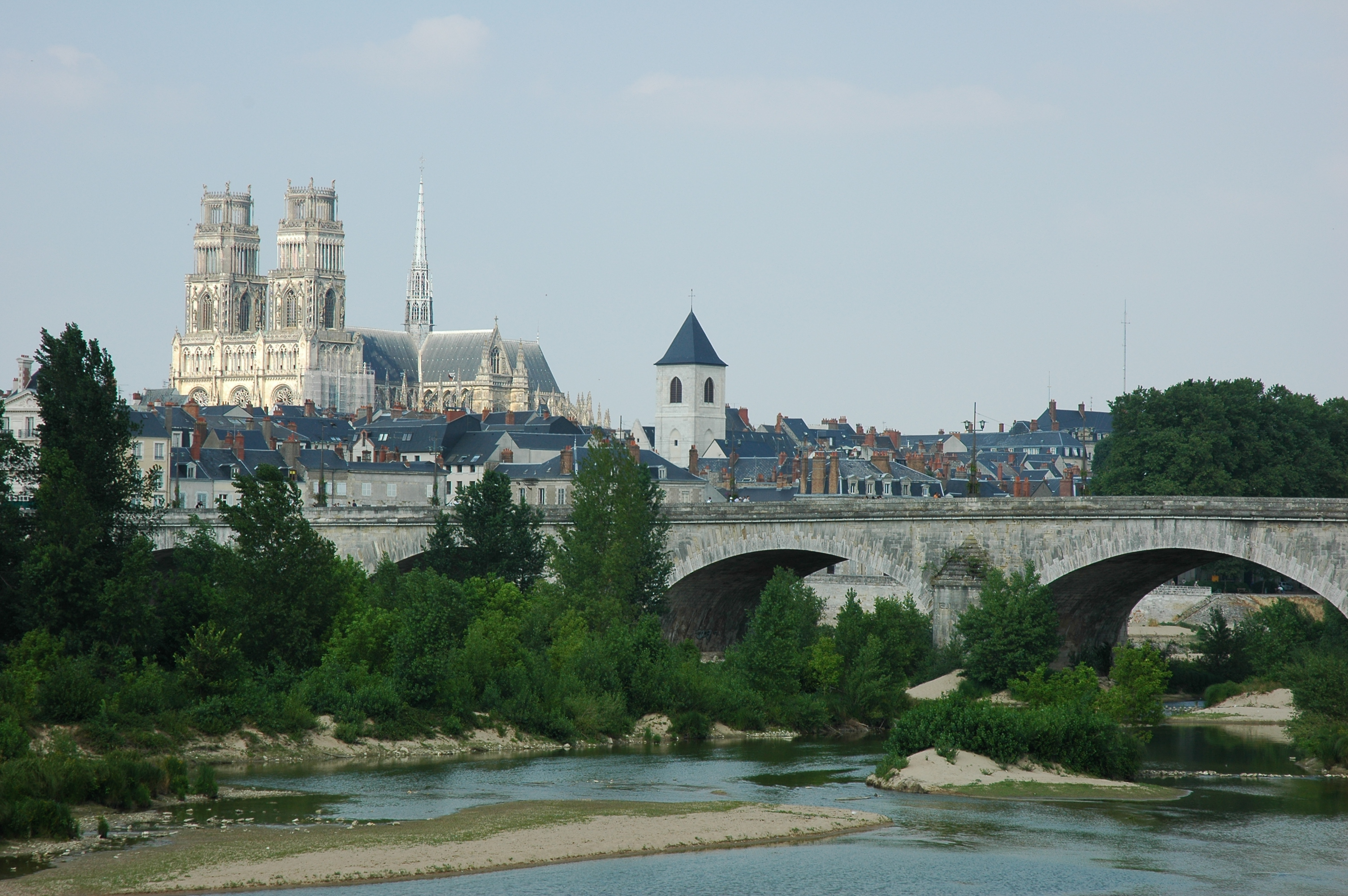
Orléans
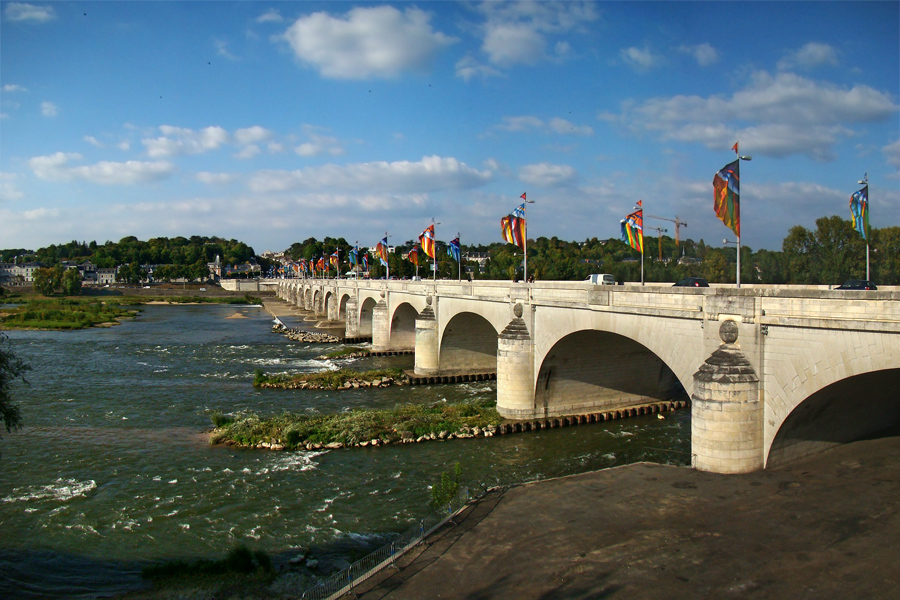
Tours

### Clima
Il clima della regione è generalmente continentale con inverni freddi (localmente nevosi) ed estati abbastanza calde, non è insolito imbattersi in giornate uggiose e piovose anche in piena estate con conseguenti temperature miti.

## Società

### Evoluzione demografica
Secondo il censimento parziale del 2004, la regione Centro ha acquistato 40.000 abitanti rispetto al 1999, attestandosi a 2.480.000 abitanti. Il tasso di crescita resta stabile attorno allo 0,32%, inferiore ai valori nazionali. A livello di popolazione, la regione è dodicesima (su 18).

## Cultura
All'interno della regione si trovano alcuni dei più importanti Castelli della Loira.